# Copa Ibérica de fútbol de 1935
La Copa Ibérica de fútbol de 1935 fue la 1ª edición del torneo. Los clubes participantes fueron el Real Betis por España, campeón de la Liga Española y el FC Porto por Portugal, que había conquistado la Liga Portuguesa.
Se disputó a partido único, el 7 de julio en el Campo do Ameal en Oporto.
El equipo portugués fue campeón tras ganar 4 a 2.

## Clubes participantes
| España   |  | Real Betis |  | Campeón de la Primera División de España   |
| Portugal |  | FC Porto   |  | Campeón de la Primera División de Portugal |

## Resultado

### Final
| 7 de julio de 1935 | FC Porto          | 4:2 | Real Betis          | Campo do Ameal, Oporto |  |
|                    | Pinga (3) y Pocas |     | Caballero y Unamuno |                        |  |

| Portugal                     |
| Campeón FC Porto 1.er título |